# Hwacheon
Hwacheon (Hwacheon-gun, âm Hán Việt: Hoa Xuyên quận) là một huyện ở tỉnh Gangwon, Hàn Quốc. Huyện này có diện tích 909.45 km², dân số năm 2005 là 23.822 người. Biên giới phía bắc song song với khu phi quân sự Triều tiên, có nơi cách 9 km. Các huyện giáp ranh gồm: Cheorwon về phía tây bắc và bắc, Yanggu về phía đông, Chuncheon về phía nam và Gyeonggi-do về phía tây nam.

## Đơn vị kết nghĩa
- Seocho-gu, Hàn Quốc
- Chatham-Kent, Canada